# قاي ميرسير
قاي ميرسير (بالإنجليزية: Guy Mercer)‏ هو لاعب اتحاد الرغبي بريطاني، ولد في 12 ديسمبر 1989 في برستل في المملكة المتحدة.